# GenoPro
GenoPro es una aplicación de software para dibujar árboles genealógicos y genogramas. GenoPro puede almacenar información adicional como imágenes, contactos, lugares, fuentes, historial de ocupación y educación de cada individuo, así como documentar las relaciones entre individuos.

## Historia
GenoPro fue creado en 1998 por Daniel Morin mientras estudiaba ingeniería informática en la Universidad de Waterloo . Su idea original surgió de la solicitud de su padre de diseñar un genograma durante su formación como consejero familiar.
La primera versión 1.00 fue bautizada como Generations. Esta versión era una pequeña versión freeware portátil de 32 bits de solo 202kB que funcionaba en Windows, con toda la información útil necesaria y la posibilidad de editar de forma muy sencilla un árbol generacional de padres e hijos.
GenoPro ha tenido muchas actualizaciones y mejoras constantes a lo largo de los años. La siguiente es una lista de las principales actualizaciones.
- Diciembre de 2006 - GenoPro 2007 (también conocido como GenoPro 2.0)
- Agosto de 2009 - GenoPro 2.5.0.0
- Diciembre de 2010 - GenoPro 2011
- Octubre de 2015 - GenoPro 2016

## Características
La arquitectura de GenoPro gira en torno al diseño del árbol genealógico donde el usuario puede verlo completo a la vez, incluidas las ramas familiares en cualquier dirección para ilustrar los escenarios complejos basados en las familias reconstruidas hoy día normales. Con GenoPro, el usuario puede personalizar manualmente el diseño colocando a las personas y utilizando el color para enfatizar gráficamente lo que siente que es importante en la familia, como etnia, cultura, ciudadanía, nivel de educación, religión, afiliaciones políticas y enfermedades en el caso de historiales médicos.
GenoPro puede dividir un árbol genealógico grande en muchos subárboles y vincularlos juntos. Al hacer doble clic, el usuario puede mover una rama completa a otra hoja. GenoPro crea los hipervínculos necesarios para conectar los árboles. El soporte de múltiples subárboles es necesario para escalar árboles genealógicos grandes que contienen decenas de miles de individuos.
GenoPro puede mostrar datos como el software de genealogía tradicional. La hoja de cálculo de GenoPro incluye hipervínculos para navegar entre cualquier objeto, desde padres hasta hijos y hermanos, o entre imágenes, lugares, fuentes y citas. La hoja de cálculo de GenoPro permite varias funciones, incluida la edición in situ, la edición masiva, la búsqueda y el reemplazo, la clasificación de datos, la copia y el pegado con otras aplicaciones comerciales de hoja de cálculo y, por supuesto, el uso ilimitado de la función deshacer / rehacer para cada operación.
GenoPro muestra símbolos especiales para distinguir diferentes relaciones familiares como matrimonio, divorcio, convivencia y amoríos, así como otros símbolos de relaciones emocionales como amistad, amor, desconfianza, hostilidad y celos.
GenoPro admite la creación de relaciones entre personas del mismo sexo, a diferencia de otros programas como Personal Ancestral File, que no lo hacen.
El generador de informes de GenoPro puede crear páginas HTML vinculadas a árboles genealógicos SVG interactivos. Los informes en GenoPro se pueden personalizar modificando el código fuente completo para cada informe integrado. El generador de informes de GenoPro utiliza lenguajes de programación como VBScript y JavaScript . GenoPro incluye objetos ASP integrados y muchos objetos adicionales que facilitan la generación de informes elaborados. GenoPro también puede cargar módulos COM de terceros hechos en otros lenguajes de programación como C ++, C #, VB. NET o Java o conectarse a bases de datos externas como Microsoft SQL, MySQL u Oracle para obtener datos adicionales al generar un informe. La versión actual de GenoPro incluye un nuevo tipo de informe para generar documentos de Microsoft Word y OpenOffice .
GenoPro tiene su propio motor de base de datos orientado a objetos diseñado para fomentar datos jerárquicos y referencias circulares. Los datos jerárquicos son importantes para evitar datos redundantes, lo que a su vez elimina inconsistencias y reduce la escritura y el almacenamiento de memoria. El mayor beneficio de los datos jerárquicos es proporcionar una jerarquía para clasificar los datos, como agrupar lugares por país, estado, ciudad y edificios. Un edificio, como un hospital o un cementerio, se puede dividir en habitaciones y lotes para obtener una granularidad de datos más fina. Dado que los lugares son objetos, el usuario puede ingresar detalles minuciosos, desde direcciones de calles e imágenes, hasta latitud y longitud para el posicionamiento GPS . Cualquier lugar que se derive de un lugar principal heredará los valores de su padre, a menos que se sobrescriba.
El generador de informes de GenoPro comprende los datos jerárquicos y sus informes generados le dan al usuario la opción de expandir cada nodo para ver los detalles. Además, el generador de informes muestra el mapeo geográfico en el mapa de Google para cada lugar definido por el nombre de una ciudad o una posición GPS. La referencia circular es muy común en la genealogía, como mostrar una imagen de un lugar y vincular este lugar con su imagen original. Las bases de datos relacionales no manejan referencias circulares, o si ocurre tal escenario catastrófico, los datos están en un punto muerto y no se pueden borrar. Es casi imposible obtener datos jerárquicos para bases de datos estándar sin escribir código masivo propenso a errores que requiera un procesamiento excesivo, lo que hace que toda la aplicación sea extremadamente lenta e inutilizable para grandes cantidades de datos.

## Idiomas disponibles
GenoPro está disponible en 56 idiomas, incluidos albanés, árabe, portugués brasileño, búlgaro, catalán, checo, holandés, inglés, estonio, finlandés, francés, alemán, griego, hebreo, húngaro, islandés, indonesio, italiano, letón, lituano, polaco, Portugués, ruso, gaélico escocés, español, sueco, turco, vietnamita y ucraniano. GenoPro cuenta con un sistema de colaboración en línea donde los usuarios pueden traducir los menús, cuadros de diálogo y mensajes de error.

## Formato de archivo
GenoPro utiliza XML como formato de archivo del núcleo, y su extensión de archivo .gno es un archivo XML comprimido en .zip. El usuario puede cambiar el nombre de la extensión del archivo .gno a .zip para editar el contenido del documento de genealogía con un editor de texto. GenoPro también puede importar y exportar datos en formato GEDCOM. Es importante darse cuenta de que no se puede confiar en la importación de GenoPro GEDCOM para transferir con precisión datos de otros programas de genealogía.

## Otras plataformas
La ejecución de GenoPro en una Macintosh requiere un software especial como Parallels o la Virtual PC de Windows para las antiguas Mac que no son Intel. GenoPro se ejecuta en Linux y Mac con Wine, pero sin su generador de informes.